# Cosmorhoe otregimima
Cosmorhoe otregimima là một loài bướm đêm trong họ Geometridae.